# Rishi Nair
Rishi Kumar Nair (Ealing, 22 gennaio 1991) è un attore inglese.
In televisione, è noto per il suo ruolo nella soap opera di Channel 4 Hollyoaks (2017–2021) e nella commedia di ITVX Count Abdulla (2023). È entrato a far parte del cast della serie poliziesca di ITV Grantchester (2024) per la sua nona stagione.

## Biografia
Nair è nato nel distretto occidentale di London Borough of Ealing.
Nair ha debuttato in televisione nel 2015 con apparizioni in episodi delle serie poliziesche di BBC One Silent Witness e New Tricks. Ha anche recitato in teatro in The Jungle Book all'Emporium Theatre di Brighton, The Sawyer Studies all'Etcetera Theatre di Londra, e Bring on the Bollywood al Belgrade Theatre di Coventry. È apparso nei film indipendenti I'm Still Here (2013), The Forbidden Note (2016) e Retribution (2017).
Sempre nel 2017, Nair è entrato nel cast della soap opera di Channel 4 Hollyoaks interpretando l'avvocato Sami Maalik, un nuovo membro della famiglia Maalik, debuttando nel settembre 2017. Grazie alla sua interpretazione, Nair è stato candidato come Miglior Nuovo Arrivato agli Inside Soap Awards del 2018. Ha lasciato la soap alla fine del 2021 dopo quattro anni.
Dopo aver lasciato Hollyoaks, Nair è apparso nel film commedia del 2022 Brian e Charles e ha interpretato ruoli come guest star nella serie crime di Acorn TV I misteri di Whitstable Pearl e nella serie di Netflix Treason. Nel 2023, Nair ha interpretato Maajid nella sitcom vampiresca di ITVX Count Abdulla. Nel luglio 2023, è stato annunciato che Nair sarebbe entrato nel cast della serie poliziesca di ITV Grantchester per la sua nona stagione come il reverendo Alphy Kottaram, sostituendo l'uscente Tom Brittney (che interpreta il reverendo Will Davenport) nel cast principale.

## Filmografia

### Cinema
- I'm Still Here, regia di Kris Smith (2013)
- The Forbidden Note, regia di Callum Andrew Johnston (2016)
- Retribution, regia di Christine Edwards (2017)
- Brian e Charles (Brian and Charles), regia di Jim Archer (2022)

### Televisione
- Testimoni silenziosi (Silent Witness) – serie TV, 2 episodi (2015)
- New Tricks - Nuove tracce per vecchie volpi – serie TV, 1 episodio (2015)
- Hollyoaks – serie TV, 256 episodi (2017-2021)
- The Duchess – serie TV, 1 episodio (2020)
- I misteri di Whitstable Pearl (Whitstable Pearl) – serie TV, 1 episodio (2022)
- Treason – serie TV, 1 episodio (2022)
- Count Abdulla – serie TV, 5 episodi (2023)
- Grantchester – serie TV, 6 episodi (2024-in corso)